# Теренкуль (Красноармійський район)
Теренкуль (рос. Теренкуль) — присілок у Красноармійському районі Челябінської області Російської Федерації.
Входить до складу муніципального утворення Теренкульское сільське поселення. Населення становить 434 особи (2010).

## Історія
Від 13 січня 1941 року належить до Красноармійського району Челябінської області.
Згідно із законом від 9 липня 2004 року органом місцевого самоврядування є Теренкульское сільське поселення.

## Населення
| 2002 | 2010 |
| ---- | ---- |
| 649  | ↘434 |